# 技術的特異点
技術的特異点（ぎじゅつてきとくいてん、英語: technological singularity〈テクノロジカル・シンギュラリティ〉）またはシンギュラリティ (singularity) とは、未来学の用語で、科学技術が急速に「進化」・変化することで人間の生活も決定的に変化する「未来」を指す言葉。発明家にして思想家のレイ・カーツワイルによれば特異点とは、技術的「成長」が指数関数的に続く中で人工知能が「人間の知能を大幅に凌駕する」時点であり、すなわち「哲学的、宗教的伝統」における「神の概念」への「進化」であり、これを推進することは「本質的にスピリチュアルな事業」だと言う。その意味で、「意識」とは「真実」とされる。特異点では「われわれが超越性（トランセンデンス）──人々がスピリチュアリティと呼ぶものの主要な意味──に遭遇する」のであり、「特異点に到達すれば、われわれの生物的な身体と脳が抱える限界を超えることが可能になり、運命を超えた力を手にすることになる」ともカーツワイルは述べている。つまり、技術的特異点が到来した時代（おおよそ2045年あたり）においては、人類自身が人工知能（特に人工超知能）と直接的に融合されており、ポストヒューマンに進化していることを示している。単に人工知能の能力が人類の能力を超えるという低い水準の話ではない（そうした類の出来事は2029年に起こると予測している）。

## 概要
技術的特異点は、汎用人工知能（AGI, artificial general intelligence）、「強い人工知能」、人間の知能増幅などが可能となったときに起こると言われる出来事である。自律的に作動する優れた機械的知性が一度でも創造されると、機械的知性が自らバージョンアップを繰り返し、人間には想像が及ばないほど優秀な超知能が誕生するという技術哲学的な主張である。その人智を越えた機械的知性は文字通り人間の理解の及ばない原理で動作し、設計され、更に高度な知性を生み出していくかもしれないと予測されている。
レイ・カーツワイルは自著『ポスト・ヒューマン誕生：コンピュータが人類の知性を超えるとき』にて哲学や宗教を根拠とした上で、「進化」は「指数関数的」に「神の概念」へと向かっており、それが特異点をもたらすと述べている。彼は、
としている。また同書で彼は、特異点がSFやファンタジーに似ていることを強調し、次の通り述べている。
特異点の到来時期の予測は、21世紀中ごろ～22世紀以降など様々だが、特異点を収穫加速の法則と結びつけて2005年に論じたレイ・カーツワイルの影響により、2045年説が注目されている。2012年以降、ディープラーニングの急速な普及と共に広く議論されるようになり、「2045年問題」とも呼ばれる。2016年以降、ビジネスでもディープラーニングやチャットAIが普及していき、技術哲学的・科学哲学的には世界で大きく注目されるようになった。端的には、人工知能が人類の知能を超える転換点と言われる事がある。

## 略歴
技術的特異点と同様の考え方や概念は、科学技術が注目され始めた19世紀頃から存在していた。技術的特異点が技術哲学者・科学哲学者・評論家などから注目されたきっかけは、数学者かつSF作家のヴァーナー・ヴィンジと、発明者かつ未来派のレイ・カーツワイルの膨大な資料調査と主張だった。彼らは、意識の解放によって科学技術の進展が生物学的限界を超えて加速する、と予言した。カーツワイルはこの加速的変化が「ムーアの法則」などの指数関数的な技術革新に従うと考え、これを「収穫加速の法則」（Law of Accelerating Returns）と呼んだ。未来派（フューチャリストら）いわく、技術的特異点の後では科学技術の進歩は強い人工知能やポストヒューマン（ホモ・デウス）によって支配されることになり、よって従来の人類の傾向に基づく技術進歩予測は通用しなくなるという。
汎用人工知能（AGI）ではなく人間を技術的に改良したポストヒューマンが登場するシナリオが実現した場合、特異点とは、新たな人類の進化の瞬間であるとも捉えられる。ポストヒューマン登場の端緒は史上初の人間の脳の技術的高速化であり、その方法はサイボーグ化や精神転送などだと言われる。
AGIもポストヒューマンも、単純にどちらかが選択されて実現されるわけではなく、両方とも実現される可能性がある。
一度でも技術的特異点が起きると、自律的に自己強化し続けるAI（あるいはポストヒューマン）が現れ、技術の進歩が超加速度的になり、人間の文明は極端に変化するため、それ以前の歴史的出来事全ての重大さが0に見えるほどになる。詳しくは人工超知能（ASI）を参照のこと。特異点という名付けは、技術の進歩速度が数学的または物理的な特異点に似ているからだという。
技術的特異点が起きる可能性については賛否両論がある。多くの人々がこの予測を肯定的に捉え、その実現に向けて活動している。一方、技術的特異点は人類にとって危険であり、回避すべきと考える人もいる。そもそも、技術的特異点など到来しないとする懐疑的な立場もある。様々な立場が存在する中で、技術的特異点を発生させる方法やその社会的影響、それを理想的な形で迎える方法などが論じられている。また、特異点が近づくに連れてAIを開発・運用する集団とそれ以外とで経済格差が顕在化すると予測されており、それを緩和するためのベーシック・インカムや「誰でも受け取れる」「ユニバーサル・ベーシック・インカム」の導入が議論されている。2010年代後半からは、ディープラーニングの産業応用や報道によって、一般に認知される概念になった。2045年問題という名称でも知られる。
収穫加速の法則を根拠とする指数関数的な技術進歩は、技術的特異点の以前でも社会を変化させると言う。プレ・シンギュラリティ的な動きは既に起きているという概念の証拠として、例えば以下が挙げられている。
- 2014年にはジェレミー・リフキンが自著『限界費用ゼロ社会』を発表し、資本主義の凋落とIoTの普及による共有経済の将来を説いた。
- 2015年9月の国連サミットで「持続可能な開発のための2030アジェンダ」が採択され、持続可能な開発目標（SDGs）が国際目標となった。これの目標も、IoTによる共有経済の実現だと言われる。

例題：電子回路と生物の動作速度の差
技術的特異点のインパクトの説明例として、電子回路と生物の動作速度の差がある。生物の頭脳に比べて電子回路は、100万倍以上速く動作し、体調不良などの動作不良が頻発せずに安定した最高のパフォーマンスを発揮する。つまり生身の人間に比べて、電子回路で実現される頭脳（ポストヒューマン）は、計り知れないほど高い知能を獲得することになる。
また、電子回路で実現される頭脳は生物の頭脳よりも機能の変更・拡張が容易であり、その頭脳が自分自身を改良し続けることで、電子回路による頭脳の爆発的「進化」が起きる。そして電子回路と生物の両方の特徴を持つ技術によって、生物的な特徴・環境適応力も爆発的に強化される。遺伝子工学、ナノテクノロジー、ロボット工学などの進化が極めて顕著となる。但し、生身の人間の頭脳のハードウェアを技術的な基盤に置き換える方法の場合、意識についてテセウスの船の問題が持ち上がることになる。
電子回路による頭脳の進化は研究開発をも爆発的に加速させ、生身の人間が想像できる水準（無限のエネルギー、不老不死、宇宙進出、光速の壁の突破など）を遥かに超えて、高度な社会問題が次々と解決される。レイ・カーツワイルの見積もりによれば、ナノテクノロジーを最大限に活用した知能は、生身の人間の頭脳の1兆倍の1兆倍も有能である。このスケールの知能（ポストヒューマン）から見ると、技術的特異点以前に築かれた人類文明の機能は0に等しいように見える。
未だに技術進歩が緩やかな2010年代では、この超知能は遠い将来（数万年後）に実現されそうに思えるが、技術的特異点後の爆発的な技術進化を踏まえると、超知能の実現に必要な計算能力は、21世紀後半には普及価格帯である約1000ドル以下（約十数万円以下）で購入可能になる、と大まかに推測できる。
以上により、技術的特異点以降の世界は現在の人間には全く理解できない世界になると言われている。

## 主要な論者

### レイ・カーツワイル
レイ・カーツワイルはアメリカの発明家、思想家、未来学者である。彼は2005年に『ポスト・ヒューマン誕生』 The Singularity Is Near を出版し、「特異点は近い」と宣言した。（邦訳を監修したのは、比較文学やアメリカ文学などを専攻する井上健〈東京大学名誉教授〉）。カーツワイルは『ポスト・ヒューマン誕生』の序章（プロローグ）で、彼が文明と宇宙の未来について考察するようになった時期は『スピリチュアル・マシーン』（1999年）を出版して以降だと述べている。『ポスト・ヒューマン誕生』の「私は特異点論者（シンギュラリタリアン）だ」という章で彼は、特異点とスピリチュアルな物事との深い関連性を主張している。
また前掲書でカーツワイルは、特異点によってもたらされる未来世界の説明として、次の寸劇を描いている。
カーツワイルは自分の説明を成功させるため、ムーアの法則を元に収穫加速の法則を考え出した。彼の著作は、2012年以降のディープラーニングの普及と共に注目された。技術的特異点という概念は1980年代以前からヴァーナー・ヴィンジが提唱しており、カーツワイルはそうした過去の傾向や議論をまとめたと言える。
カーツワイルによれば、「技術的特異点」とは「100兆の極端に遅い結合（シナプス）しかない人間の脳の限界を、人間と機械が統合された文明によって超越する」瞬間である。これはカーツワイルが言う、進化の6つのエポックにおける「エポック5」と同義である。電子計算機（コンピュータ）の発明以前から同様の主張はあったが、2005年にレイ・カーツワイルが発表した『ポスト・ヒューマン誕生：コンピュータが人類の知性を超えるとき』（原題 The Singularity Is Near: When Humans Transcend Biology）において、宇宙・生命・科学技術の歴史を述べる技術哲学的な主張として整理された。未来研究（フューチャリズム）では、科学技術の歴史から推測できる、未来モデルの適用限界点と言われる。
2045年は「汎用人工知能（AGI）が人類史上初めて出現する年」または「汎用人工知能（AGI）が人類史上初めて人間よりも賢くなる年」であると言うのは、一般人の誤解だとも言われる。カーツワイルの予想では、そのような出来事は2029年頃に起こり、2045年頃には、広く普及可能な価格である1000ドルのコンピューターの演算能力がおよそ人間の脳の100億倍（ペタFLOPS）になり、この時期に技術的特異点によって人間の能力と社会が根底から覆って変容する。カーツワイルによれば、人類の進化として最も理想的な形で技術的特異点を迎える場合、「GNR革命」の進行により、人類の知性は機械の知性と完全に融合し、人類がポスト・ヒューマンに進化する。 ただし平木敬の推測によれば、そもそも人間の脳の処理能力はゼタ（100万ペタ）FLOPS級である。
2017年12月29日にEテレに出演した際、彼は「進化には目的があると思う。それは『超越』することだ。情報の海から『超越』を生み出すのだ。たとえば音は『超越』して音楽にすることができるよね。『超越』は進化の目的の一部にちがいない。我々は宇宙の情報を読み解くことができる。情報をあやつることが進化にとって必須条件だね」と発言。インタビュアーの「人間が宇宙の中心にいて宇宙の進化に影響するのは傲慢では？」という質問に対し、「人類は地球規模で環境に作用する能力を手に入れつつある。自分たちが作り出したテクノロジーで自滅する可能性もたしかにある。全人類を滅亡させる恐れがある核兵器さえ作り出してしまった。でも我々は他の生物ができないことをできる。私は人類は生き残れると楽観的に見ている。太陽系 銀河系… 最終的には宇宙全体に作用して宇宙の進化を方向づけるのがゴールだ。それは『傲慢』ではなく、事実を観察して言っているのだ。進化の過程でもはや避けては通れないことだ。『シンギュラリティー』が究極的に意味するのは、自らを改良していけるほど知能の高いテクノロジーを生み出すこと。そして人工知能が自己改良し続ける、これが『シンギュラリティー』だ」と回答した。

カーツワイルによれば、技術的特異点では人間性の増強が起こり、同時に技術が人間的な精巧さと柔軟さに追いつき、大幅に抜き去るが、人類と技術が敵対するようなイメージは大間違いだという。さらに、人間はテクノロジー上に自分の意識を移す時が来るという。

### ヴァーナー・ヴィンジ
ヴィンジが特異点について描いた作品には、その発生（『マイクロチップの魔術師』）、先延ばし（The Peace Warの「Bobble」）、抹消の試み（Marooned in Realtime）があり、特異点は「機械が人間の役に立つふりをしなくなること」と定義されている。

### ヒューゴ・デ・ガリス
遺伝的アルゴリズムや、国際電気通信基礎技術研究所（ATR）での人工脳の研究者であるヒューゴ・デ・ガリスの予測では、特異点は21世紀後半に来て、人間の知能に対しAIが1兆の1兆倍（10の24乗倍）になる。

### 齊藤元章
（下記の主張を理解する前提として、齊藤元章が犯罪を行っていたことに注意する必要がある。2017年12月5日に詐欺罪容疑で逮捕された。2020年3月25日、詐欺罪と法人税法違反（脱税）の罪で東京地裁から懲役5年の実刑判決を受けた。）
2014年、PEZY Computing代表の齊藤元章によれば、スーパーコンピュータの加速度的な性能向上によってエクサスケール・コンピューティングが実現されると、大規模なシミュレーションが可能になるので次々と難解な社会問題が解決され始め、プレ・シンギュラリティ（前特異点または社会的特異点）という社会的な変化が明確化する。その後は莫大な計算資源に基づく特化型AIによって、人類の大部分が「不労・不老」を選ぶことすら可能になるという。
PEZY Computingの起業者であり、スーパーコンピュータやAGIの研究開発者でもある齊藤元章の2014年の自著『エクサスケールの衝撃』によれば、スーパーコンピュータ「京」の100倍程度の性能（1エクサフロップス）を持つ次世代スーパーコンピュータの実用化と普及により、プレ・シンギュラリティ（社会的特異点）が2025年までに起きる。プレ・シンギュラリティでは「GNR革命」が始まり、肉体と技術の融合、現実を超えるVR、核融合炉による無限のエネルギー、無償の衣食住、不老不死などが実現し、それらは早ければ2020年から市場に影響してくると言う。齊藤元章は、2014年時点ではPEZY Computingの開発プロジェクトがプレ・シンギュラリティを実現すると考えていたが、その後の予想以上に急速なAI研究を見て、2016年をプレ・シンギュラリティ元年と捉えるようになった。プレ・シンギュラリティでは多数の天才・奇才・異才が人類文明を想像できないほど高度化させる、と予測している。例えば、人類は生きるための労働から解放されて創作活動に専念し、ネット上の集合知を通じて、現在の「芸術」を超越した芸術的・独創的なものや新しい価値観を生み出し得るという。人類文明が直面する問題も、プレ・シンギュラリティ以後は多数の天才が高度なテクノロジーと集合知で解決していくと予測している。
松田卓也と小林秀章（セーラー服おじさん）は未来の人類を「動物園にいる動物」「大きな屋敷に住んでいる猫」と呼んだ。また、日本トランスヒューマニスト協会はマイクロチップを埋め込む人を募集した。

### ユルゲン・シュミットフーバー
1995年以来、ルガーノのスイス人工知能研究所（IDSIA）の研究員であり、特に時系列データを扱う機械学習に必要なLSTM理論の考案者の一人として知られる。
2018年2月のインタビューでは、人間と機械の融合の可能性や、宇宙空間に対するAIの適応可能性を述べ、「いずれにせよ、我々の知っているいわゆる「人間」という存在はあまり重要ではなくなるだろう。この先、何もかもが変わる。そして「古典的な人間」が支配していた文明社会は、この先数十年のうちに終焉を迎えることになるだろう。」とポストヒューマン登場の可能性を強く支持している。

## アイディア

### アイディアの歴史
技術的特異点に類似したアイディアは少なくとも19世紀半ばまで遡るが、技術的な文脈で「特異点」という言葉を最初に使ったのはジョン・フォン・ノイマンとされる。1958年5月、スタニスワフ・ウラムはノイマンとの会話に言及して次のように書いている。
1965年、統計家 I. J. Good は、人類を超えた知能が世界を変える特異点のシナリオを描いた。
ジェラルド・S・ホーキンズは『宇宙へのマインドステップ』（白揚社、1988年2月。原著1983年8月）で、「マインドステップ」という概念を示し、それは方法論や世界観に起きた劇的で不可逆な変化であるとした。彼は、人類史の5つの「マインドステップ」とそこに発生した「新しい世界観」および技術を示した（彫像、筆記、数学、印刷、望遠鏡、ロケット、コンピュータ、ラジオ、テレビ等）。いわく、「個々の発明は集合精神を現実に近づけ、段階をひとつ上ると人類と宇宙の関係の理解が深まる。マインドステップの間隔は短くなってきている。人はその加速に気づかないではいられない」。ホーキンズは自分の経験によってマインドステップを定量的に方程式化し、今後のマインドステップの発生時期を述べた。次のマインドステップは2021年で、その後2つのマインドステップが2053年までに来ると言う。そして技術的観点を超越し、次のように推測した。
特異点という概念は、数学者で作家のヴァーナー・ヴィンジが広めた。ヴィンジは1980年代から特異点について語り、それを初めて印刷物として発表したのはオムニ誌の1983年1月号だった。彼は後に1993年のエッセイ "The Coming Technological Singularity" で、その概念をまとめた（これは、よく引用される「30年以内に私たちは超人間的な知能を作成する技術的な方法を持ち、直後に人の時代は終わるだろう」という一文を含んでいる）。
ヴィンジは、超人的な知能が、彼らを作成した人間よりも速く自らの精神を強化することができるであろうと書いている。「人より偉大な知能が進歩を先導する時、その進行はもっとずっと急速になるだろう」とヴィンジは言う。自己を改良する知性のフィードバックループは、短期間で大幅な技術の進歩を生み出すと彼は予測している。

### 超人間的知性の創造
ヴァーナー・ヴィンジは、考えられうる人類を超える知性を創造する方法として、以下の4つを挙げている。
- 超人間的知性を持ったAIの開発
- 巨大コンピュータネットワークの「目覚め」による超人間的知性の獲得
- ブレイン・マシン・インタフェースによる人間の強化
- バイオテクノロジーによる人間の生物的知性の増強

他には向知性薬（向精神薬の一種）、精神転送、AIアシスタントなどが提案されている。ジョージ・ダイソンの『Darwin Among the Machines』によると、複雑なコンピュータネットワークや大きなニューラルネットワークは知性（群知能）を生み出し得る。
精神転送は、人間の知性をデジタル化してコピーするという、人工知能の代替的な作り方である。脳の詳細な情報を得る電脳化技術が精神転送に繋がると言う。
特異点到達に積極的な組織は、その方法としてAIを選ぶことが多い。Singularity Institute（特異点研究所）は、2005年の出版物"Why Artificial Intelligence?"でその理由を説明している。

### 収穫加速の法則

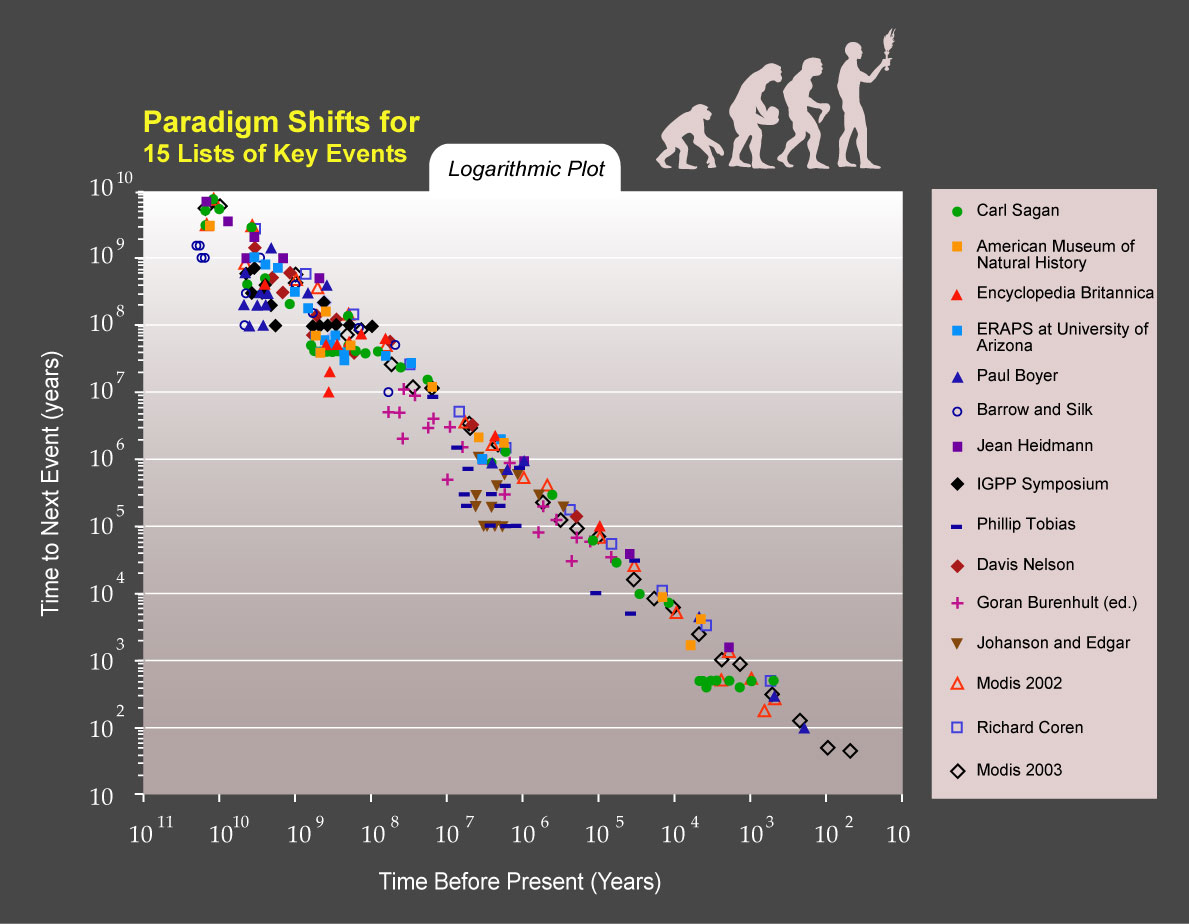
人類史上のパラダイムシフトとなった重要な出来事を、15の独立したリストで示した両対数グラフ。

レイ・カーツワイルは歴史研究の結果、技術的進歩は指数関数的に成長しており特異点が近いという「収穫加速の法則」（The Law of Accelerating Returns）を結論的に主張した。彼はムーアの法則（集積回路の指数関数的な細密化）を元に、集積回路以前の技術も同じ法則に従っていると述べた。
彼の予測によれば、ある技術が限界に近づくと代替的に新技術が生まれるのでパラダイムシフトがより一般化し、「技術革新が加速されて重大なものとなり、人類の歴史に断裂を引き起こす」（カーツワイル、2001年）。彼は特異点が21世紀末までに──つまり2045年に──起きると確信しており、それはヴィンジらの想定と違って緩やかな変化である。この違いは「ソフトな離陸」（soft takeoff）と「ハードな離陸」（hard takeoff）とも言われる。

カーツワイルがこの法則を提案する以前は、社会学者や人類学者ら（ルイス・H・モーガン、レスリー・ホワイト、ゲルハルト・レンスキなど）が、技術進歩を文明の発展の原動力とする社会理論を構築してきた。彼らは、技術的マイルストーンやエネルギー制御方法や情報量などで文明発展の度合いを測った。
1970年代末以降、アルビン・トフラー（『未来の衝撃』の著者））、ダニエル・ベル、ジョンネイスビッツらは、脱工業化社会を論じており、それは特異点や特異点後の社会という思想に近い。彼らは工業化社会が終わりつつあり、工業と製品はサービスと情報に取って代わられると考えた。

### 進化の6つのエポック
未来学者であるレイ・カーツワイルは、宇宙における情報の進化は6つの段階を経るとし、進化の6つのエポックと名付けている。収穫加速の法則はその一部であり、エポック5は技術的特異点である。

### プレ・シンギュラリティ（前特異点/社会的特異点）
現実の動向は予測以上に急速だとも言われる。2014年にロッキード・マーティン社の研究チームは、超小型の実用的な核融合炉を10年後（2024年）までに実現すると発表した。テスラモーターズCEOのイーロン・マスクは、2017年に人間の脳とAIとの接続を研究開発するスタートアップ「ニューラリンク」を起業した。
2017年の報道によれば、齊藤元章が示したように日本の産業界では、プレ・シンギュラリティ以降は機械のみが経営を行う純粋機械化経済に移行する（第4次産業革命が到来する）のであり、そのための具体的な施策が行われ始めている。

## 時期の予測
ヴィンジは1993年のエッセイで、技術的特異点の到来は2005年～2030年と予想した。齊藤元章は、2030年より前だと言う。カーツワイルは、コンピューターの知性が人間を超える時期は2020年代と予想している。
・人間の知能を模倣するために必要なハードウェアが、スーパーコンピューターでは10年以内に、パーソナル・コンピュータ程度のサイズの装置ではその次の10年以内に得られる。2020年代半ばまでに、人間の知能をモデル化した有効なソフトウェアが開発される。

- ハードとソフトの両方が人間の知能を完全に模倣できるようになれば、2020年代の終わりまでには、コンピューターがチューリングテストに合格できるようになり、コンピュータの知能が生物としての人間の知能と区別がつかなくなるまでになる。ポスト・ヒューマン誕生 P.40、レイ・カーツワイル著、2005年

カーツワイルの予想によると、2030年代初期には、コンピュータの計算能力は人類の生物的知能と同等になり、2045年には、1000ドルのコンピューターの演算能力がおよそ人間の脳の100億倍（10ペタFLOPS）になって、つまり技術的特異点への土台が十分に生まれていることになり、この時期に人間の能力と社会が根底から覆り変容する。カーツワイルの予測を元に、技術的特異点は「2045年問題」とも言われる。
特異点を予測する論者たちの中には、21世紀半ば～22世紀半ばという予測が多い。しかし技術的特異点の概念自体は認めながらも、その実現は遠い将来だと考えるゴードン・ベルのような識者もいる。

## 実現に向けた技術開発の動向
2006年のディープラーニングの発明により、ニューラルネットワークの深層化が可能になった。2012年にはディープラーニングによる画像認識手法が高性能を示し、世界的に社会実装が急進した。その後は神経科学と機械学習の統合で、AGI（汎用人工知能）の開発競争が起きた。現在は産官学で、人工知能への期待が高まっている。

### AI研究の進捗状況

#### 1956年 - 2000年 AI研究の開始→2度のブームと冬の時代→インターネットの民間への開放
1956年のダートマス会議により、学術界に人工知能分野が創設された。その時代においても、ディープラーニングの先駆け──すなわちCNNの先駆的なネオコグニトロンやLeNet等──は提案されていたが、実用性は手書き文字認識などに限られていた。
AIブームは二度（1950年代の推論と探索、1980年代のエキスパートシステム）起きたが、ブームの度に致命的な理論的限界が指摘されたため、投資も行われなくなりAI研究自体が停滞していた。また、計算機（コンピュータ）の性能はAIに必要な水準を大幅に下回り、通信網も学習用データセットも貧弱だったため、（たとえ理論的に完成されていたとしても）産業応用にはほど遠かった。
1980年代後半～1990年代中頃、人間の曖昧さや環境適応能力を模倣するニューロファジィ等のANI（Artificial Narrow Intelligence，特化型AI）が盛んに研究開発・産業応用され、バズワード化した。白物家電製品においてもニューロファジィを売りにする程だった。だが当時はインターネットやコンピュータの性能もデータも不十分で、現実世界の複雑さに対応できず、期待されたほどの効果は得られなかった。理論的にもファジィ集合と深層学習が組み合わせられないニューラルネットワークには、常に学習の難しさが付き纏った。1990年代のニューラルネットワークは非線形分離が可能だったが、過学習や勾配消失問題などが起きやすく、チューニングしても充分な性能は得られなかった。ニューロファジィは扇情的に売り出され盛んに研究開発が行われたが、応用は社会インフラや家電の制御など、裏方の分野でしか行われなかった。
この時代までのAIの限界は計算機の性能不足によるところが大きく、本命のニューラルネットワークの研究は遅々として進まない状況にあった。推論と探索やエキスパートシステムに基づくAIは、この当時の計算機に合わせた現実的な答えであった。
1995年からインターネットが民間へ開放されて、通信量が増加していった。インターネットは、21世紀にAIの学習用データセット収集基盤として重要になる。インターネットと強力なコンピュータの発達と支援があってニューラルネットワークの大規模化が可能となり、ディープラーニングの実証実験と実用化が可能になった。

#### 2000年 - 2012年 インターネットの普及→ディープラーニングの発明→第3次AIブームの発生
2000年代ではムーアの法則的なコンピュータの性能向上、そしてインターネットの普及により、計算資源の制約が減ってAI研究が好転し始めた。
2000年には制限ボルツマンマシンやコントラスティブ・ダイバージェンスの提案、それに基づく2006年のディープラーニングの発明、2010年以降のインターネットを利用したビッグデータ収集環境の整備、2012年のGPU利用による大規模ディープラーニングの発展、同年のGoogleのディープラーニングを使った画像認識などにより、AI研究が各国から再注目され始めた。
この社会現象は第3次人工知能ブームと呼ばれる。その後、ディープラーニングの研究と普及が加速し、レイ・カーツワイルが2005年に広めた概念「技術的特異点」が急に世界的な注目を浴びた。

#### 2012年以降 ディープラーニングの普及→汎用AIの開発競争
2012年以降、AIへの投資が産官学で増え、特異点を引き起こすとされる汎用AIの研究と、既存AIのビジネス転用が活発に議論され始めた。
ディープラーニングの研究と普及で、AGI（Artificial General Intelligence，汎用人工知能）を研究開発するプロジェクトはGoogle DeepMindを筆頭に、Vicarious、IBM Cortical Learning Center、全脳アーキテクチャ、PEZY ComputingのNSPU開発、OpenCog、GoodAI、NNAISENSE、IBM SyNAPSE、Numenta等が立ち上げられた。これらの研究開発では、脳のリバースエンジニアリングによる神経科学と機械学習の組み合わせが有望とされている。結果として、ディープラーニングを超える汎用性を持つ理論──例えばHTM（Hierarchical Temporal Memory）理論やCLS（Complementary Learning Systems）理論の更新版等──が提唱され始めた。また機械学習の高速化のために、CPU、GPU、FPGA、TPUよりも高い計算性能を持つ量子コンピュータやアナログ計算機の導入も検討され始めた。
上記で実現が目指されているAGIの多くは、技術的限界のため全脳アーキテクチャ方式に基づいている。この方式は、脳の各機能ユニットを工学的に再現し、情報統合を行うことで疑似的な汎用性を目指す。ただしこれは、原子・分子レベルで脳を再現する全脳エミュレーション方式に比べて、高度な情報統合（コネクトームなど）を不得手とする。
よってそれは脳のシミュレーションの範囲に留まり、人間的な感性が必要な創造的な仕事や繊細な作業は、全脳エミュレーション方式よりも不得意とされる。しかし、機械の動作速度は非常に高速であり、生物的な人間の脳を全側面で超える働きをする可能性が高い。人間の脳の規模における原子・分子レベルでの物理シミュレーションには膨大な計算資源が必要であり、理論的に完全な汎用性の実現には数十年単位の時間が必要だと考えられている。
2017年頃から、実験的な量子コンピュータのクラウドサービスが展開されつつあり、このようなサービスの発達と普及で2020年代にはニューラルネットワークの学習が高速化されると見込まれる。
2015年以降、ANIの影響が企業動向を変えるほど広まった。2018年8月31日、原油高が大きな負担となっていたJALがNECに開発を依頼し、AI支援による旅客システムを導入し、約50年続けてきた人間の経験に基づく旅客システム運用を廃止したことで、空席をほぼ0に減らすことに成功し、利益率を大幅に上げた。この事例はディープラーニング以降のAIが社会的に絶大に影響する事例と言え、未来の学びも一変するとされる。
2021年6月、グーグルの研究者らが機械学習を用いてAI用チップのフロアプランを作成したところ、設計にかかる時間は人間の1/1000であり、設計されたチップの主要な指数（消費電力・性能など）は、人間が設計したもの以上だった。
2022年、AIによる画像生成ブームが起こった。
2022年10月、DeepmindのAlphaTensorは、深層学習プログラム用の行列乗算を高速化するアルゴリズム改良版を発見し、それを受けて数学者はより高速な行列乗算プログラムを発表した。
2022年11月30日、従来のシステムよりも人間らしい回答を返すChatGPTが公開され、一か月未満で世界的に流行し始めた。「メディアアーティスト」である落合陽一によれば、AI関連技術が予想を遥かに超える速度で更新され続けるため、技術的特異点は2025年に来る可能性があるとした。但し、人工知能が人間を超えるという主張であって、本来の技術的特異点の定義とは異なる上に、2025年2月においても、特定の専門タスクのみに対応できるANIの時代は続いており、人間と同様の思考が可能なAGIの実現には至っていない。
本節は今後の動向により更新される予定である。

## 議論の紛糾
人工知能ブームに伴い、人類と人工知能の関係や「シンギュラリティ」（特異点）について多様な主張や報道が行われ、期待が高まっているが、2045年に到来するとの予測が主張されている技術的特異点には、その根拠について多くの問題点が指摘されている。
指摘の例

- 2020年頃にムーアの法則は限界に達すると言われており、その後のコンピュータの性能向上速度は不明である。従来型のコンピュータを大幅に上回る性能を期待して考案された量子コンピュータや光コンピュータは、未だ初歩的な研究段階に留まっており、実用性については不明瞭である。
  - 東浩紀は「けれどもカーツワイルの本を実際に読んでみると、その根拠はかなり薄弱であることに気がつく。彼の未来予測を支えているのは、情報技術の進歩はどんどん速度を増しているのであり、同じ傾向はこれからも続く、したがってあと40年もすれば驚くほどコンピュータの力は増しているはずだ、というただそれだけの直感にすぎないからだ」と指摘している[57]。
- 人工知能への大きな期待とは裏腹に、ビジネスモデルの構築が進んでいない。特に現行の人工知能では高品質で偏りがなく整理されたビッグデータを前提としているため、実環境からの十分なデータ収集が困難であることも多く、人工知能を導入できない状況が発生している[58]。また、人工知能開発を担える人材の少なさもビジネス応用の遅れに繋がっている[58]。人間と比較して人工知能の学習に必要なデータの量が多すぎる問題を解決する必要がある。
  - 技術的特異点の前提にある収穫加速の法則は、前提として現実世界からのデータ収集の限界によって制限され得る。例えば、技術革新に必要な物理現象の発見や新素材開発などには物理的な観測や実験が必要で、多大な費用と時間がかかる。この物理的限界が高速化され続けなければ、収穫加速の法則も続かない。第3次人工知能ブームの火付け役であり、大部分の雇用を奪うほどの社会的インパクトが予想されたディープラーニングの段階でも、有用なデータの不足が懸念されている[59]。
  - 2026年には大規模言語モデル（LLM）の学習に使えるデータが枯渇するとの予測がある。従って、省データ化のためのアルゴリズムの改良と併せて、投入する学習データについても合成データを用意するなどの新たな対応が迫られている[60]。
- 人工知能が指数関数的に高性能化しても物理的な世界は──極端な複雑さ・倫理・社会構造の変化速度の限界・限りある資源量などにより──指数関数的に発展しない可能性がある。少なくとも人工知能を用いる方法では、計算量オーダーの大きさに起因する難問は解決されないことが判明している（そもそも人工知能アルゴリズムの実行自体がそのような難問である[61]）。
  - エネルギー消費の問題としては、人工知能を実行するデータセンターは人間の脳の消費エネルギーとは比較にならないほど膨大な電力を消費し、大きな環境負荷も発生させる事が分かっている。将来にわたって加速する人工知能の大規模化に伴い、電力需要も社会的に容認できないほど大きく増加する可能性がある[62][63]。グーグル出身者らが東京に設立したスタートアップ企業「サカナAI」は計算量や消費電力の問題を解決するために、大手企業が軒並み推進する重厚長大な大規模言語モデルとは逆のアプローチである、比較的小さいAIを連携させて高効率に必要な機能を実現する手法の研究開発を進めている[64]。
- 人間の脳にはデジタル的な機構の他に、アナログでカオスな機構も備わっており、普及しているディープラーニングよりも遥かに複雑である。そのため、複数種類のタスクを統合的に扱える人間と同等以上の人工知能の開発は、構造の複雑さゆえに進まない可能性がある。そもそも、カオス的な機構は計算自体が困難である[注 5]。
  - 合原一幸は後述する通り、人間の脳が持つカオス的な機構のデジタルコンピュータによる計算が極めて難しいことを指摘している。
- 人間に設計された人工知能などの機構は本質的に他律システムであり、設計の範囲内でしか動作できず、自発的な判断・行動を行っているわけではないため、過去の事例に制限されている[65]。他律システムは設計の範囲外にある未知の状況には対応できない。自律システムについて説明するシステム論『オートポイエーシス』では、誰に設計されるわけでもなく地球上に登場し、自己言及的に自らを設計し直し、未知の環境変化にも適応しながら進化を遂げた生命が持つような真の自律性は、トップダウン手法ではコード化できないことが示されている（ボトムアップ手法のSCLモデルは存在する[66]）。
  - 西垣通が『AI原論』などの書籍で、他者により設計される（つまり他者に律される）人工知能が真の自律性を獲得することはなく、技術的特異点の端緒となる再帰的な人工知能の「改良」の機能についても他者により行われた設計の範囲内でしか動作できないため、再帰的な「改良」後に意味のある動作が保たれる保証がないことや、人工知能に全てを任せると社会の硬直化を含む様々な問題が生じる可能性があることを繰り返し指摘している[67]。併せて西垣通は、汎用人工知能で人間を完全に代替する方向性ではなく、特化型人工知能と人間が共働する方向性を模索するべきと主張している[68]。
- 中島秀之は「AIは加速するが特異点はやって来ない」という文書の中で初期値の問題，身体性の問題を挙げている[69]。
  - 初期値の問題：脳は動的非平衡計算装置である。コンピュータと異なり，電源を切ってから再起動するというわけにはいかない。脳のモデルをコンピュータ内に再現するには，初期値として，ある瞬間の脳の活動状況（ニューロンの興奮状態のほか，血流やホルモン濃度なども関係する）を写し取らねばならない。そのような技術は今のところ存在しない。
  - 身体性の問題：脳は単独で存在しているのではない。目や耳を含む感覚器官のみならず体全体で世界とつながっている。最近では、幼児の手足の運動と言語形成の関係や、内臓の状態が精神活動に影響を与えているという研究などもある。これらをどうするのか。

## 妥当性についての批判

### 否定論からの批判
AIの進歩によっては、技術的特異点のような事象は発生しないという説もある。また識者らの中には、技術的特異点の概念は認めつつもその現実化は不可避ではないという説、特異「点」と呼べるような特定の一点は存在しないという説も存在する。

#### AI研究開発からの批判
生命情報科学者・神経科学者の合原一幸の編著『人工知能はこうして創られる』によれば、AIの急激な発展に伴って「技術的特異点、シンギュラリティ」の思想や哲学が一部で論じられているが、特異点と言っても「数学」的な話ではない。合原が言うには、
確かに、脳を「デジタル情報処理システム」として捉える観点から見れば、シンギュラリティは起こり得るかもしれない。しかし実際の脳はそのような単純なシステムではなく、デジタルとアナログが融合した「ハイブリッド系」であることが、脳神経科学の観察結果で示されている。合原によると、神経膜では様々な「ノイズ」が存在し、このノイズ付きのアナログ量によって脳内のニューロンの「カオス」が生み出されているため、このような状況をデジタルで記述することは「極めて困難」と考えられている。
弱いAIに関する研究結果が、強いAI（汎用人工知能）にそのまま適用可能であるか否かについては議論がある。哲学者のヒューバート・ドレイファス や物理学者のロジャー・ペンローズのように、現行の人工知能研究には根本的な欠陥があり、既存の手法を踏襲することによっては強いAIは実現不可能であると考える学者も存在している。
ロータスデベロップメントの創業者のミッチ・ケイパーは、2029年までにチューリング・テストに合格する人工知能が開発されるという予測に反対し、カーツワイルと2万ドルを賭けている。

#### 生物学からの批判
カーツワイルは、生物学的な脳機能を理解していないという批判がある。彼は、人間の脳がシミュレーション可能になる時期を人間のゲノムの数から見積っている。しかし、生物のゲノムは半導体のトランジスターと同等とみなすことはできず、脳の構造や成長を無視していると、生物学者のポール・ザカリー・マイヤーズは批判している。

#### 物理的観点からの批判
あらゆる指数関数的成長には限界がある。限られた期間内では指数関数的振る舞いを見せる現象は──化学物質の反応、細胞分裂や生物の個体数などが──存在するが、遅かれ早かれ指数関数的現象は、必要な資源基盤（化学物質や食物など）を消耗し、停滞・崩壊する。テクノロジーの発展が、一般的な指数関数的現象と異なると考える理由は無い。つまり、指数関数的成長には指数関数的入力が必要だが、現実世界でそれは不可能である。一般的に成長現象はシグモイド曲線を取り、急激な成長期と停滞期（崩壊期）が存在する。
宗教家であり思想史家であるジョン・マイケル・グリアは、テクノロジーの発展は、未来に向かって一直線に進んでいくものではなく、ツリー状に広がっていくものであると述べている。半世紀前の未来予想では、宇宙旅行をも含む輸送技術の爆発的発達が予想されていたが、その後は輸送技術の進歩が停滞した。一方、21世紀現在の情報技術の爆発的発達と普及は、以前は一般的に予想されていなかった。同様に、近年の情報処理技術の発達もいずれどこかで限界となり、現代の人々が全く予想もできなかった新しい技術が発展すると考えられている。
また、どれほど優れた知性（思考）であっても、それだけでは問題を解決できない。すなわち、優秀なAIであれ知能強化された人間であれ、実世界の現象を観察・実験し、モデルを検証しなければ、現実世界の問題を解決できない。しかしその時間的限界を定めるのは、思考の時間ではなく、対象物の物理的変化（細胞分裂や素粒子の反応）に要する時間であるため、超越的知性の存在だけは特異点と呼べるような変化は起こらないのではないかという批判がある。

#### 経済学からの批判
物理学的・技術的に可能でも、経済・社会・法律的な要請によって普及していない技術も存在する。たとえば超音速旅客機は1960年代に実用化されたが、採算が取れないため、2016年時点でも商業飛行は無い。同様に、研究室ではAGI（汎用人工知能）が実現できたとしても、経済合理性の問題があって社会で普及できず、特異点発生に必要な超越的知性が不十分になり得る。
マーティン・フォードは『トンネルの中の光：オートメーション、テクノロジーの加速と未来の経済』で、「テクノロジーのパラドックス」を示している。いわく、技術的特異点の発生前に、ほとんどのルーチンワークが自動化されるだろう。何故ならルーチンワークの自動化に必要な技術は、技術的特異点よりも簡単だからだ。ルーチンワークの自動化は莫大な失業を発生させ、消費者の有効需要を下げ、結果的に技術への投資を低下させるだろう。そうなると、技術的特異点の実現は遠ざかることになる。産業革命期のような大規模な産業構造の転換と新産業による失業者の吸収は未だ起きておらず、慢性的な高失業率が続いており、この傾向は短期的には変わる気配を見せていない。
一般的に、技術革新に対する投資の見返りは次第に低下していくことが示されている。Theodore Modis と Jonathan Huebner は技術革新の加速が止まっただけではなく、現在減速していると主張した。John Smart は彼らの結論を批判している。また、カーツワイルは理論構築のために過去の出来事を恣意的に選別した、という批判もある。

#### 経済史学からの批判
経済史学者の杉浦勢之によると、カーツワイルはレトリック（修辞技法・美辞麗句）を駆使している。もし100年や1000年先の未来を語った場合、人々の実感や想像をかき立てるのは難しい。しかし語る内容が近未来（2045年）なら、それは現在の世代のほとんどがまだ生きている時代であり、いくらか迫真性がある。そして、行動経済学者ジョージ・エインズリーの「双曲割引」説によれば、人間は遠い将来よりも近い将来で得られるものに、より高い価値を置く。つまり、近未来にシンギュラリティが来ると人々に言えば、《近未来に賭けたい》・《投資してリターン（利益）を得たい》といった誘惑が広まり得る。この場合、何が正しいのか、数学的に正確か等の検証は、重視されていない。
杉浦が言うには、シンギュラリティ論のレトリックは、宗教家が使っているものと同類である。使徒パウロの説教のようなシンギュラリティ論に従えば、約束された「来るべき時」は──または神の国の到来は、審判の日は──間近に迫ってきている。その「時」は不可避にやって来るものであり、「特異点」である。このように預言（予言）する論は、近現代に至るまで思想家たちを惹きつけており、その典型例は、共産主義社会の到来を預言したカール・マルクスや、民族共同体の勝利を預言したナチス法学者カール・シュミットである。

経営者であるカーツワイルは、テクノロジー発展の先に「不死」を預言している。これは一見すると奇妙だが、彼を現代の「預言者」と捉えれば説明がつく。カーツワイルは、「テクノロジー」を「神」のように扱うレトリックによって、数学や自然科学からの批判を無意味化しているのである。古代から続く預言者やシンギュラリティ論者に対する批判として、
というレジス・ドブレの批判が援用されている。

#### 指数関数的観点からの批判
『WIRED』誌創刊者のケヴィン・ケリーは、カーツワイルの示した指数関数的グラフが、指数関数的であるからこそ特異点に到達できないことを批判している。

#### 心理学・認知科学からの批判
心理学者・認知科学者であるスティーブン・ピンカーは以下のように述べている。

#### 宗教批判的観点からの批判
技術的特異点の概念は、キリスト教終末論から影響を受けていると言われており、評論家や神学者の中には、技術的特異点の概念を信仰と同一視する者も居る。ケヴィン・ケリーは、技術的特異点とキリスト教における携挙（ラプチャー “rapture”）との類似性を指摘している。
科学ジャーナリストのジョン・ホーガン も、技術的特異点を信仰であるとみなしている。
ジョン・マイケル・グリアも同様の見方をしている。
思想史研究者であるアニー・レイヴィも同様の批判を加えている。

#### 認識論的観点からの批判
ケリーが言うには、仮に人間が特異点に入ったとしても、それを認識することは特異点の中では不可能であり、後から振り返ることで認識できる。

### 肯定論からの批判
特異点は実現可能である、または不可避であると考える人々の中には、特異点後の出来事が人間への危険であると考えて、特異点実現のための活動を批判する者も居る。一方で多くの特異点論者は、ナノテクノロジーが人間性への最大の危険の一つだと考えており、AIをナノテクノロジーよりも先行させるべきだと主張している。ただしForesight Institute などは分子ナノテクノロジーを擁護し、ナノテクノロジーは特異点以前に安全で制御可能となるし、有益な特異点をもたらすのに役立つと主張している。
友好的AIを支持する立場には、特異点が潜在的に巨大な危険であると認識し、人間へ好意的なAIを設計してその危険を排除しようという考えがある。アイザック・アシモフのロボット工学三原則は、人間を傷つけないAI搭載ロボットを意図しているが、アシモフの小説はこの法則の抜け穴を扱うことが多い。

#### 危険性
超人的な知性が、人類の生存や繁栄と共存できない目的を持つ可能性も考えられている。例えば、機械的知性の発達で非人間的な感覚・感情・感性が生まれ得る。AI研究者ヒューゴ・デ・ガリスいわく、AIが人類排除を目指した場合、人類はそれを止められないかもしれない。他には分子ナノテクノロジーや遺伝子工学についての危険性がよく言われており、これらの問題は特異点支持者と批判者の両方に重要だと言う。ビル・ジョイはWIREDで、その問題をテーマとして Why the future doesn't need us（何故未来は我々を必要としないのか）を書いた（2000年）。オックスフォード大学の哲学者ニック・ボストロムは人類の生存に対する特異点の脅威についての論文 Existential Risks（存在のリスク）をまとめた（2002年）。ボストロムは、『Superintelligence: Paths, Dangers, Strategies（超知能：道筋、危険、戦略）』の著者でもある。
宇宙物理学者スティーブン・ホーキングは、人類の能力を超えるAIが人類を滅ぼしかねない危険性があり、生物学的進化に制約される人類がAIの発達に対抗することは困難だと考えており、国連代表部と国際連合地域間犯罪司法研究所が主催した会議でも懸念を表明した。この国連の会議では、ニック・ボストロムも、特に人間の能力を超えるAIを制御する方法は未解決であり、解決のための研究の必要性を訴えている。
ホーキングは、2015年5月12日にロンドンで開催されたツァイトガイスト2015でも、人工知能が「100年以内に人間の文明を終わらせる」可能性を指摘した。ホーキングはまた、2014年でも、マックス・テグマーク（物理学者）、フランク・ウィルチェック（ノーベル物理学受賞者）、スチュワート・ラッセルらとともに、人工知能に関する理解が一般に浸透していない問題を指摘した。
ハーバード・ロー・スクールとヒューマン・ライツ・ウォッチは、完全な自律兵器の開発・運用を国際的に禁止するべきだと2015年4月の報告書で要求した。

#### ネオ・ラッダイトの見方
一部の人々の主張によると、先端技術の開発は危険過ぎるため、そのような発明はやめるべきである。ユナボマーと呼ばれたアメリカの連続爆弾魔セオドア・カジンスキーは、技術によって上流階級が簡単に人類の多くを抹殺できるようになるかもしれないと言う。一方でAIが作られなければ、十分な技術革新の後で人類の大部分は家畜同然になるだろうとも主張している。カジンスキーの言葉はビル・ジョイの記事およびレイ・カーツワイルの最近の本に書かれている。カジンスキーは特異点に反対し、ネオ・ラッダイト運動をサポートしている。多くの人々は特異点には反対するが、ラッダイト運動のように現在の技術を排除しようとはしない。
カジンスキーだけでなく、ジョン・ザーザンやデリック・ジェンセンといった反文明理論家の多くはエコアナーキズム主義を唱える。それは、技術的特異点を機械制御のやりたい放題であるとし、工業化された文明以外の野性的で妥協の無い自由な生活の損失であるとする。地球解放戦線（ELF）やEarth First!といった環境問題に注力するグループも、基本的には特異点を阻止すべきと考えている。
一方、特異点によって未来の雇用機会が奪われることへの懸念はあるが、ラッダイト運動者の恐れは現実とはならず、産業革命以後には職種の成長があった。経済的には特異点後の社会はそれ以前の社会よりも豊かとなる、とも言われる。特異点後の未来では、一人当たりの労働量は減少するが、一人当たりの富は増加するとの説もある。マクロ経済学の井上は、技術的失業、中産階級の消滅、雇用を機械に奪われる問題の解決策として、ベーシック・インカムを提唱している。

#### オバマ米大統領の問題提起
『WIRED』US版の2016年11月号 にて、米大統領・バラク・オバマとMITメディアラボ所長の伊藤穰一による対談が企画された。テーマは、AI、自律走行車、サイバーセキュリティー、シンギュラリティである。
伊藤所長は、2016年はAIがコンピューター科学を超えて万人に重要となった年であると述べ、オバマ大統領は、今後コンピューターが多くの仕事を担うようになるにつれ、価値ある仕事への適切な対価について議論していくことが必要だと延べた。
オバマ大統領は、専用AIがあらゆる生活の場に進出したことにより、生産性や効率が格段に向上し、莫大な富と機会を生み出す一方で、特定の職業を消滅させ、格差拡大や賃金低下をもたらす可能性があると指摘した。一般の人が心配しているのは、シンギュラリティではなく、自分の仕事が機械に取られることだと言う。また、スキルが不要なサービス業だけでなく、コンピューターが対応可能な高スキルの職業も消える可能性があるという。伊藤所長が一例で挙げたベーシックインカムが人々に受け入れられるか、今後10～20年の間議論が続くと予想している。
研究活動に対する政府の役割としては、研究内容にあまり関与せず、予算で強く支援し、基礎研究と応用研究との対話をうながすことが重要だと言う。技術革新による問題の深刻化については、規制強化でなく、特定の人々に不利益をこうむらないような政府の関与であるべきである。国家安全保障チームは、機械が人類を乗っ取ることではなく、現状のサイバーセキュリティーの延長として、システムへ侵入に対する対策が必要だと指摘した。

## シンギュラリティ後のシンギュラリティ
人間がポスト・ヒューマンを作れるなら、ポスト・ヒューマンも十分な時間と数があればさらなる上位種を作れるのではないか、それが繰り返されなければ神のような”何か”が生まれないのではないかと考える人もいる（シンギュラリティ後のシンギュラリティ）。 しかしカーツワイル等は、AIの能力で十分神の域に達すると考えているようである。